# اوتیخوویتسه
اوتیخوویتسه (به چکی: Útěchovice) یک منطقهٔ مسکونی در جمهوری چک است که در شهرستان پلهرژیموف واقع شده است. اوتیخوویتسه ۶٫۲۳ کیلومتر مربع مساحت و ۸۱ نفر جمعیت دارد و ۵۳۴ متر بالاتر از سطح دریا واقع شده است.